# Rezerwat przyrody „Botczinskij”
Rezerwat przyrody „Botczinskij” (ros. Государственный природный заповедник «Ботчинский») – ścisły rezerwat przyrody (zapowiednik) w Kraju Chabarowskim w Rosji. Znajduje się w rejonie sowiecko-gawańskim. Jego obszar wynosi 2673,8 km², a strefa ochronna 810 km². Rezerwat został utworzony decyzją rządu Federacji Rosyjskiej z dnia 25 maja 1994 roku. Dyrekcja rezerwatu znajduje się w miejscowości Sowiecka Gawań.

## Opis
Rezerwat znajduje się na północno-wschodnich zboczach łańcucha górskiego Sichote-Aliń, w dorzeczu rzeki Botcza. Jego wschodnia granica znajduje się 10 km od Cieśniny Tatarskiej. Rzeźba terenu jest górzysta. Szczyty wznoszą się przeważnie do wysokości 600–800 m n.p.m.  Najwyższym szczytem jest Bo-Dżausa (1679 m n.p.m.). Na terenie rezerwatu występuje wiele rzek, jednak zazwyczaj są one krótkie i płytkie, z bystrzami i szybkimi nurtami.
Klimat jest kontynentalny, z chłodnymi, deszczowymi latami i mroźnymi, wietrznymi zimami. Średnia temperatura stycznia to -17,5 °C, a lipca +14,5 °C.

## Flora
Ze względu na górski charakter rezerwatu roślinność ma tu układ piętrowy. W niższych partiach gór występuje tajga, wyżej łąki subalpejskie. Lasy modrzewiowe (modrzew dahurski) rosną w górnym biegu rzek Icha i Mulpa. Zarośla sosny karłowej znajdują się w górnym biegu rzeki Botcza i jej dopływów. Lasy jodłowo-świerkowe (jodła wiotka i świerk ajański) są najbardziej rozpowszechnione w dziale wodnym między rzekami Nelma i Botcza oraz u ich źródeł. W lasach rosną też m.in.: winorośl amurska, sosna koreańska, cis japoński, wszechlek żeń-szeń, obuwik wielkopłatkowy, storzan bezlistny, aralia wysoka, aktinidia pstrolistna i piwonia owalnolistkowa.

## Fauna
W rezerwacie występuje 16 gatunków ryb, 3 gatunki płazów, 5 gatunków gadów, 179 gatunków ptaków i 41 gatunków ssaków.
Rezerwat jest najbardziej wysuniętym na północ siedliskiem tygrysa syberyjskiego. Żyje tu też m.in.: kuna żółtogardła, niedźwiedź himalajski, kotek bengalski, ryś euroazjatycki, wilk szary, niedźwiedź brunatny, rosomak tundrowy, soból tajgowy, gronostaj europejski, wydra europejska, a także jeleń szlachetny, łoś euroazjatycki, dzik euroazjatycki.
Z płazów i gadów występuje tu m.in.: Rana dybowskii, Rana amurensis, kątoząb syberyjski, połoz amurski, jaszczurka żyworodna, żmija zygzakowata, grzechotnik z gatunku Gloydius saxatilis.
Wśród rzadkich ptaków żyją tu m.in.: mandarynka, bocian czarny, bocian czarnodzioby, żuraw białogłowy, bielik, rybołów, orzeł przedni, sokół wędrowny, puchacz japoński.